# Méhoncourt
Méhoncourt is een gemeente in het Franse departement Meurthe-et-Moselle (regio Grand Est) en telt 207 inwoners (1999). De plaats maakt deel uit van het arrondissement Lunéville.

## Geografie
De oppervlakte van Méhoncourt bedraagt 7,7 km², de bevolkingsdichtheid is 26,9 inwoners per km².
De onderstaande kaart toont de ligging van Méhoncourt met de belangrijkste infrastructuur en aangrenzende gemeenten.

## Demografie
De figuur toont het verloop van het inwonertal (bron: INSEE-tellingen).